# Vegemite
La vegemite est une pâte à tartiner brun foncé et relativement salée à base d'extrait de levure, essentiellement consommée en Australie et en Nouvelle-Zélande. 

## Histoire
Elle est inventée en Australie par Cyril P. Callister en 1923 et c'est aujourd'hui une marque déposée du groupe australien Bega Group qui la rachètte au groupe Mondelez International en 2017. 
C'est une proche cousine de la Marmite anglaise, dont la pénurie durant la Première Guerre mondiale a été l'une des causes de sa création. Ce fut néanmoins pendant la Seconde Guerre mondiale que cette pâte à tartiner, qui faisait partie de la ration des soldats, est vraiment devenue populaire en Australie.
Selon les mythes australiens, son goût et son odeur éloignent les mythiques et humoristiques drop bears lors d'aventures en forêt. Selon la légende reprise par l'Australian Museum, mettre de la Vegemite derrière les oreilles lors de promenades en forêt permet de les éloigner.

## Produits semblables
On trouve des produits similaires dans d'autres pays tels que :
- le Cenovis (en Suisse) ;
- la Marmite (en Royaume-Uni, Irlande, Nouvelle-Zélande, Afrique du Sud) ;
- le Promite (en) (en Australie).